# David K. Levine
David Knudsen Levine (n. 1955) forma parte del Departamento de Economía y Centro Robert Schuman, de estudios Avanzados, desempeñando una cátedra en el Instituto Universitario Europeo; También es el titular de la cátedra John H. Biggs como Distinguido Profesor de Economía Emérito de la Universidad Washington en San Louis. Su investigación incluye el estudio de la propiedad intelectual y el crecimiento endógeno en la dinámica de los modelos de equilibrio general, la formación endógena de las preferencias sociales, las normas y las instituciones, el aprendizaje de juegos y la teoría de juegos a las aplicaciones de la economía experimental.

## Biografía
En la UCLA, Levine obtuvo un B.A. en Matemáticas en 1977, y un M.A. en Economía en el mismo año. Obtuvo un Ph.D. en Economía en el MIT en junio de 1981. Se convirtió en Profesor Asistente de Economía en la UCLA en julio de 1981, Profesor Asociado de Economía en la Universidad de Minnesota en 1987 y profesor de Economía en la UCLA en el mismo año. En 1997 se convirtió en el profesor titular de la cátedra Armen Alchian de Economía en la UCLA. En 2006 se mudó a la Universidad Washington en St. Louis, donde se convirtió en el Profesor Distinguido de Economía de John H. Biggs.
Levine fue el coeditor de la Revista de Dinámica Económica de noviembre de 1996 a junio de 2001, y de Econometrica de julio de 2003 a junio de 2008. Presidió la Sociedad de Dinámica Económica de julio de 2006 a junio de 2009.
Levine es miembro de la Econometric Society desde 1989 y un investigador asociado en NBER desde 2006.
Colabora con frecuencia en España con la Fundación de Estudios de Economía Aplicada, un think tank de economía liberal.

## Investigaciones
David K. Levine lleva a cabo investigaciones en curso sobre la teoría del equilibrio general, centrándose específicamente en la teoría del crecimiento, la innovación y la propiedad intelectual. Al colaborar con Michele Boldrin, Levine examina el papel de los rendimientos crecientes en crecimiento e innovación. Ellos postulan que existe poca evidencia para aumentar los retornos a nivel agregado, y por lo tanto argumentan que no hay ninguna razón para creer que los rendimientos crecientes desempeñan un papel importante en el crecimiento. Esta teoría concluye que los reclamos existentes sobre la necesidad de la propiedad intelectual en el proceso de crecimiento e innovación son muy exagerados.
Levine también realiza investigaciones en el campo de los juegos dinámicos. Estableció con Drew Fudenberg que un jugador de larga vida que juega en oposición a jugadores efímeros puede sustituir la reputación por el compromiso. Desarrolló con Eric Maskin el primer "teorema popular" para juegos en los que los jugadores no observan directamente las decisiones de los demás, con aplicaciones para aprender en los juegos. Argumentaron que si bien las teorías de aprendizaje no pueden proporcionar descripciones detalladas del comportamiento de no equilibrio, actúan como una herramienta útil para comprender qué equilibrios es probable que surjan. Un ejemplo de esto, indican, explica cómo las supersticiones sobreviven frente al aprendizaje racional.
Levine actualmente estudia la formación endógena de preferencias y normas sociales. Su análisis de anomalías experimentales explora algunas de las limitaciones del modelo económico estándar de individuos interesados.
Fue uno de los primeros en utilizar la teoría cuantitativa para estudiar datos experimentales, utilizando un modelo de señalización de intenciones para explicar el altruismo y el rencor en juegos como el ultimátum y el ciempiés. Más recientemente, su trabajo sobre el autocontrol con Fudenberg examina la toma de decisiones individuales y muestra cómo el conflicto interno y el compromiso pueden servir para explicar por qué los individuos son mucho más reacios al riesgo para las apuestas pequeñas que para las grandes. El interés de Levine en esta área también lo llevó a trabajar con un científico informático, Yixin Chen, en el desarrollo de agentes artificiales para su uso en entornos experimentales.
Actualmente Levine está trabajando con Salvatore Modica y otros en análisis de instituciones políticas, modelos evolutivos del estado y la formación y organización de grupos de interés.

## Análisis de la propiedad intelectual
Levine sostiene que es necesario dar diferentes explicaciones para los fenómenos económicos y determinar su viabilidad. En el centro de todo esto, afirma que el sentido común es absolutamente necesario cuando se realiza investigación económica. En el ejemplo de la propiedad intelectual, Disney Corporation controla los derechos de autor en los Estados Unidos. Curiosamente, los costos para el público debido a los derechos de autor son mucho mayores que sus beneficios para Disney. A pesar de esto, la razón por la cual el público no penaliza a Disney es porque el costo por persona es trivial. Por lo tanto, el público tiene pocos incentivos para protestar contra Disney. Levine  afirma que el consenso general entre los economistas es hacer que la actuación de los lobys sea ilegal para evitar que Disney ejerza presión de manera exhaustiva para mantener el control sobre los derechos de autor. Sin embargo, de su investigación junto a la Profesora Michele Boldrin, concluyeron que el lobysmo debería hacerse más barato. Argumentan que Disney es capaz de influir extensamente porque Disney hace más difícil que el público vaya en contra de ellos. Defiende el punto de que la teoría económica obliga a los economistas a mirar la imagen completa en lugar de mirar erróneamente solo una parte de ella.
Desde la racionalidad económica, Levine critica que las grandes empresas y conglomerados mantengan derechos de propiedad intelectual. "Es que no creo que tengan ningún derecho", explica. "Es natural que si estos dinosaurios han tenido privilegios durante mucho tiempo, crean que los tienen que perpetuar".
Levine cree esencial diferenciar entre la propiedad física, de un objeto, y la intelectual. "Si te robo el coche, no tienes coche; si te robo una idea, sigues teniéndola". También dice: "Copiar es bueno, porque donde primero había una idea, después tenemos dos. La mía es una copia, pero la puedo usar". Y pone el ejemplo de la docencia: "Los alumnos me pagan por enseñarles mis ideas. Después, ellos podrán utilizarlas para convertirse en profesores".
Levine sostiene que los derechos de propiedad intelectual, nacidos para proteger la creación cultural y la innovación, hoy han perdido esa misión. Para él, la solución a largo plazo es abolir las patentes y el copyright.

## Selección de libros

### Against Intellectual Monopoly
Against Intellectual Monopoly, fue coescrito con Michele Boldrin. Juntos, argumentaron en contra de la propiedad intelectual, como los derechos de autor y las patentes, para sofocar la innovación y la competencia en lugar de alentarla. A mediados de los años 90, los economistas generalmente veían la propiedad intelectual como un mal necesario porque, aunque dio lugar a monopolios, se requería innovar. Antes de que los profesores Levine y Boldrin se propusieran innovar en investigación, también compartían la misma opinión. Sin embargo, después de construir modelos de equilibrio general para estudiar las innovaciones en toda la economía, pronto descubrieron que esta visión era falsa. Después de pasar años investigando varios estudios empíricos, concluyeron que la importancia de la propiedad intelectual para impulsar la innovación era exagerada, lo que demuestra que incluso sin el poder de monopolio, había un incentivo para innovar. 
Los autores ponen decenas de ejemplos de cómo el proteccionismo sobre las ideas frena el desarrollo y, en cambio, la copia genera negocio. El mayor y más reciente ejemplo es Internet.

### Is Behavioral Economics Doomed?
Is Behavioral Economics Doomed?, aborda la reacción en contra de la corriente principal de la economía por no considerar la irracionalidad de la naturaleza humana y la creciente influencia de la economía del comportamiento. Después de haber trabajado en el campo de la economía del comportamiento a lo largo de los años, Levine reconoce que, finalmente, las buenas teorías de la economía del comportamiento se incorporarán a la economía convencional mientras que las teorías malas serán descartadas.

## Publicaciones
- La Teoría del Aprendizaje en los Juegos, coautor con Drew Fudenberg
- Contra el Monopolio Intelectual, coautor con Michele Boldrin

### Documentos de trabajo
- http://www.dklevine.com/papers.htm

### Podcast
- http://www.dklevine.com/podcasts.xml